# (25331) Berrevoets
(25331) Berrevoets est un astéroïde de la ceinture principale.

## Description
(25331) Berrevoets est un astéroïde de la ceinture principale. Il fut découvert le 20 mai 1999 à Oaxaca de Juárez par James M. Roe. Il présente une orbite caractérisée par un demi-grand axe de 2,71 UA, une excentricité de 0,21 et une inclinaison de 2,6° par rapport à l'écliptique.

## Compléments